# Cendea de Olza/Oltza Zendea
Cendea de Olza/Oltza Zendea är en kommun i Spanien.   Den ligger i provinsen Provincia de Navarra och regionen Navarra, i den nordöstra delen av landet, 300 km nordost om huvudstaden Madrid. Antalet invånare är 1 785. Arean är 41 kvadratkilometer. Cendea de Olza/Oltza Zendea gränsar till Pamplona.
Terrängen i Cendea de Olza/Oltza Zendea är platt österut, men västerut är den kuperad.